# 1890 în film
- 1889 în cinematografie — 1890 în cinematografie — 1891 în cinematografie

## Filme produse în 1890
- 1890: Monkeyshines, No. 1 - surse contradictorii indică că a fost turnat în iunie 1889 sau noiembrie 1890.
- 1890: Monkeyshines, No. 2
- 1890: Monkeyshines, No. 3
- 1890: London's Trafalgar Square de Wordsworth Donisthorpe
- 1890: Falling Cat[1]